# Indianapolis 500 1947

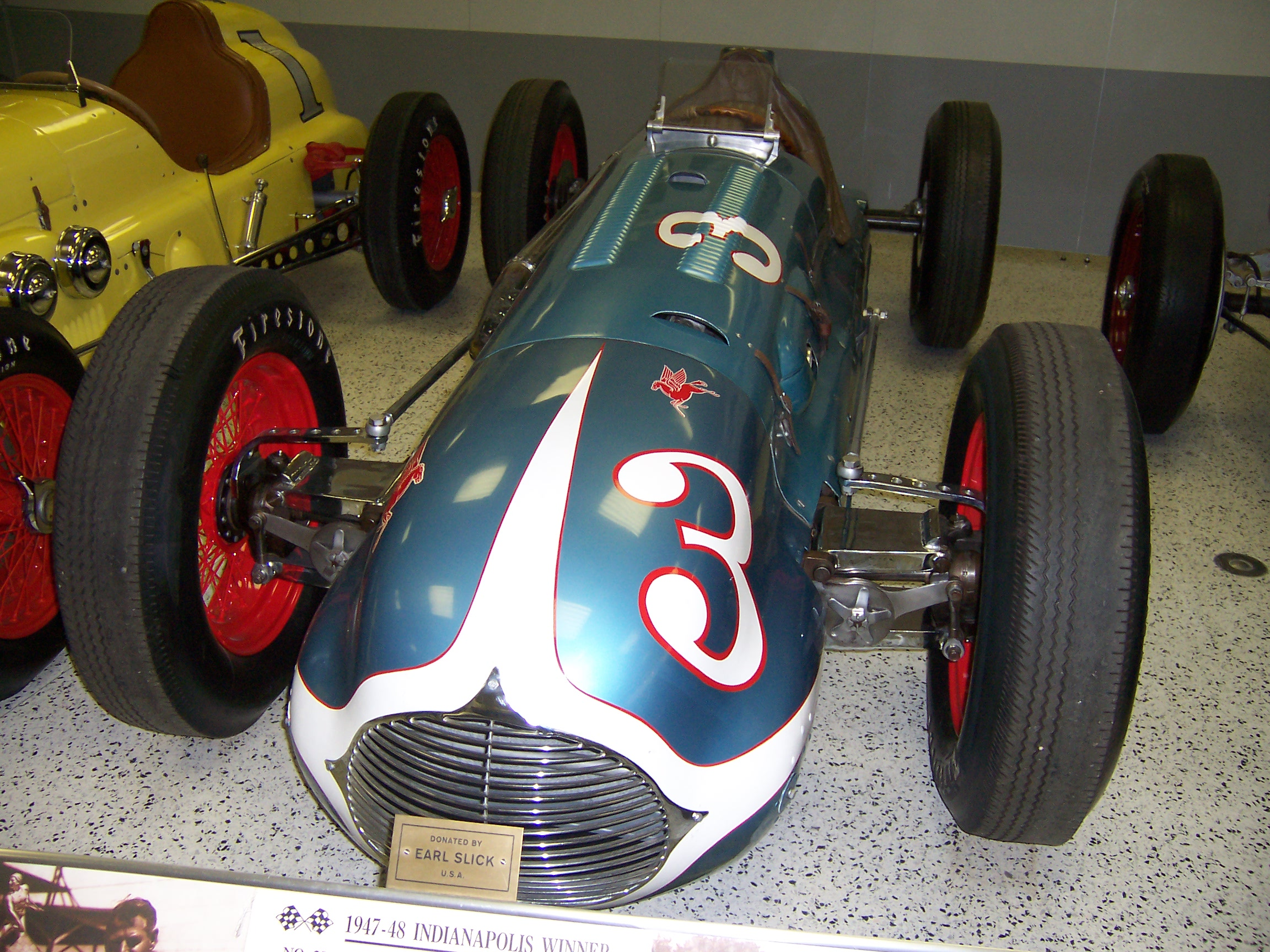
Deidt-Offenhauser; Siegerwagen von Mauri Rose

Das 31. Indianapolis 500 (offiziell 31st 500 Mile International Sweepstakes) auf dem Indianapolis Motor Speedway fand am 30. Mai 1947 statt.

## Das Rennen
Das Rennen ging über eine Distanz von 200 Runden à 4,023 km, was einer Gesamtdistanz von 804,672 km entspricht. Aus der Pole-Position startete Ted Horn mit einer Vierrunden-Durchschnittszeit von 4:44.44 Min. oder 126,564 mph (203,685 km/h). Das Rennen war der erste Lauf zur AAA-Saison 1947.

## Ergebnisse

### Startaufstellung
| Reihe | Innen                               | Mitte                     | Außen                     |
| ----- | ----------------------------------- | ------------------------- | ------------------------- |
| 1     | Ted Horn 126,564 mph = 203,685 km/h | Cliff Bergere 124,957 mph | Mauri Rose 124,040 mph    |
| 2     | Herb Ardinger 120,733               | Shorty Cantlon 121,462    | Russ Snowberger 121,331   |
| 3     | Les Anderson 118,425                | Bill Holland 128,755      | Ken Fowler 123,423        |
| 4     | Jimmy Jackson 122,266               | Milt Fankhouser 119,932   | Roland Free 119,526       |
| 5     | George Connor 124,874               | Walt Brown 118,355        | Frank Wearne 117,716      |
| 6     | Hal Robson 122,096                  | Pete Romcevich 117,218    | Duke Nalon 128,082        |
| 7     | Al Miller 124,848                   | Rex Mays 124,412          | Paul Russo 123,967        |
| 8     | Joie Chitwood 123,157               | Fred Agabashian 121,478   | Charles van Acker 121,049 |
| 9     | Tony Bettenhausen 120,980           | Henry Banks 120,923       | Duke Dinsmore 119,840     |
| 10    | Cy Marshall 115,644                 | Mel Hansen 117,298        | Emil Andres 116,781       |

### Schlussklassement
| Pos. | Nr. | Name                  | Chassis      | Motor        | Zeit/Rückstand              | Start |
| ---- | --- | --------------------- | ------------ | ------------ | --------------------------- | ----- |
| 1    | 27  | Mauri Rose (W)        | Deidt        | Offenhauser  | 4:17:52.17 Std. 116,338 mph | 3     |
| 2    | 16  | Bill Holland (R)      | Deidt        | Offenhauser  | 32,12 Sek.                  | 8     |
| 3    | 1   | Ted Horn              | Maserati     | Maserati     | 200 Rd.                     | 1     |
| 4    | 54  | Herb Ardinger         | Kurtis Kraft | Novi         | 200                         | 4     |
| 5    | 7   | Jimmy Jackson         | Miller       | Offenhauser  | 200                         | 10    |
| 6    | 9   | Rex Mays              | Kurtis Kraft | Winfield     | 200                         | 20    |
| 7    | 33  | Walt Brown (R)        | Alfa Romeo   | Alfa Romeo   | 200                         | 14    |
| 8    | 34  | Cy Marshall           | A.R.-Weil    | Alfa Romeo   | 197                         | 28    |
| 9    | 41  | Fred Agabashian (R)   | Kurtis Kraft | Duray        | 191                         | 23    |
| 10   | 10  | Duke Dinsmore         | Wetteroth    | Offenhauser  | 167                         | 27    |
| 11   | 58  | Les Anderson (R)      | Maserati     | Offenhauser  | 131                         | 7     |
| 12   | 57  | Pete Romcevich (R)    | Harry Miller | Ford         | 168 (Ölverlust)             | 17    |
| 13   | 3   | Emil Andres           | Lencki       | Lencki       | 150 (Elektrik)              | 30    |
| 14   | 31  | Frank Wearne          | Harry Miller | Offenhauser  | 128 (Unfall)                | 15    |
| 15   | 47  | Ken Fowler            | Alfa Romeo   | Alfa Romeo   | 121 (Radaufhängung)         | 9     |
| 16   | 46  | Duke Nalon            | Mercedes     | Mercedes     | 119 (Motor)                 | 18    |
| 17   | 42  | Roland Free           | Wetteroth    | Harry Miller | 87 (Unfall)                 | 12    |
| 18   | 29  | Tony Bettenhausen     | Stevens      | Offenhauser  | 79 (Defekt)                 | 25    |
| 19   | 25  | Russ Snowberger       | Maserati     | Maserati     | 74 (Ölverlust)              | 6     |
| 20   | 52  | Hal Robson            | Adams        | Offenhauser  | 67 (Defekt)                 | 16    |
| 21   | 18  | Cliff Bergere         | Kurtis Kraft | Novi         | 62 (Motor)                  | 2     |
| 22   | 8   | Joie Chitwood         | Wetteroth    | Offenhauser  | 51 (Getriebe)               | 22    |
| 23   | 24  | Shorty Cantlon        | Snowberger   | Miller       | 40 (Unfall)                 | 5     |
| 24   | 43  | Henry Banks           | Miller       | Offenhauser  | 36 (Ölverlust)              | 26    |
| 25   | 66  | Al Miller             | Miller       | Miller       | 33 (Elektrik)               | 19    |
| 26   | 14  | George Connor         | Kurtis Kraft | Offenhauser  | 32 (Kraftstoffverlust)      | 13    |
| 27   | 38  | Mel Hansen            | Adams        | Sparks       | 32 (DSQ)                    | 29    |
| 28   | 15  | Paul Russo            | Shaw         | Offenhauser  | 24 (Unfall)                 | 21    |
| 29   | 44  | Charles van Acker (R) | Stevens      | Lencki       | 24 (Unfall)                 | 24    |
| 30   | 53  | Milt Fankhouser (R)   | Stevens      | Offenhauser  | 15 (Motor)                  | 11    |

(W)=früherer Gewinner / (R)=Rookie / alle Starter auf Firestone-Reifen

### Führungsrunden
| Fahrer        | Anzahl |
| ------------- | ------ |
| Bill Holland  | 143    |
| Mauri Rose    | 34     |
| Rex Mays      | 36     |
| Cliff Bergere | 23     |